# Miroslav Pospíšil
Miroslav Pospíšil (27. září 1890 Praha – 1964) byl český fotbalista, obránce, československý reprezentant.

## Sportovní kariéra
Za československou reprezentaci odehrál v letech 1920–1922 pět utkání. Nastoupil v historickém prvním oficiálním reprezentačním zápase - s Jugoslávií na olympijských hrách v Antverpách roku 1920. Byl členem takzvané „železné Sparty“, mužstva pražské Sparty z první poloviny 20. let 20. století. Ve Spartě hrál v letech 1912–1927, stal se s ní českým mistrem (vítězem mistrovství Českého svazu footballového v letech 1912 a 1919 a středočeským mistrem (vítězem tzv. Středočeské 1. třídy, obvykle nazývané Středočeská liga) – i v letech 1920 a 1921, kdy šlo o nejvyšší a nejprestižnější soutěž v zemi.